# Prêmio Sor Juana Inés de la Cruz
O Prêmio Sor Juana Inés de la Cruz reconhece a excelência do trabalho literário de mulheres em idioma espanhol da América Latina e do Caribe. Cada ano se premia um livro deromance publicado no ano anterior em espanhol. Seu nome é uma homenagem à escritora Sor Juana Inés de la Cruz.
Por iniciativa da antropóloga nicaraguense Milagros Palma —diretora da editora Indigo & Côté-femmes de París, fundada em 1986— foi criado, durante o «Terceiro Simpósio Escrita de mulheres da América Latina», en 1992, este prêmio cuja primeira convocatória foi realizada em 1993. Entregue pela primeira vez no ano seguinte, durante o quarto simpósio celebrado durante a Feira Internacional del Libro de Guadalajara (FIL), desde então a cerimônia de premiação ocorre inserida neste festival literário. A recompensa, desde o ano 2004, é de 10.000 dólares; também se coloca uma placa comemorativa da ganhadora na Ágora Sor Juana Inés de la Cruz de Guadalajara.

## Lista de obras ganhadoras
| Ano  | Obra                                   | Título em português     | Autora                   | Nacionalidade      |
| ---- | -------------------------------------- | ----------------------- | ------------------------ | ------------------ |
| 1993 | Dulcinea encantada                     |                         | Angelina Muñiz-Huberman  | México             |
| 1994 | Nosotras que nos queremos tanto        | Nós que amávamos tanto  | Marcela Serrano          | Chile              |
| 1995 | Asalto al Paraíso                      |                         | Tatiana Lobo             | Chile · Costa Rica |
| 1996 | Busca mi esquela                       |                         | Elena Garro              | México             |
| 1997 | Dulce compañía                         |                         | Laura Restrepo           | Colômbia           |
| 1998 | El amor que me juraste                 |                         | Silvia Molina            | México             |
| 1999 | La tierra del fuego                    | A terra do fogo         | Sylvia Iparraguirre      | Argentina          |
| 2000 | Deserto / Sem premiação                | Deserto / Sem premiação | Deserto / Sem premiação  |                    |
| 2001 | Nadie me verá llorar                   | Ninguém me verá chorar  | Cristina Rivera Garza    | México             |
| 2002 | Cielo de tambores                      |                         | Ana Gloria Moya          | Argentina          |
| 2003 | El rastro                              |                         | Margo Glantz             | México             |
| 2004 | Ya no pisa la tierra tu rey            |                         | Cristina Sánchez-Andrade | Espanha            |
| 2005 | Agosto y fuga                          |                         | Paloma Villegas          | México             |
| 2006 | Desde las cenizas                      |                         | Claudia Amengual         | Uruguai            |
| 2007 | Yo nunca te prometí la juventud eterna |                         | Tununa Mercado           | Argentina          |
| 2008 | El infinito en la palma de la mano     |                         | Gioconda Belli           | Nicarágua          |
| 2009 | La muerte me da                        |                         | Cristina Rivera Garza    | México             |
| 2010 | Las grietas de Jara                    |                         | Claudia Piñeiro          | Argentina          |
| 2011 | Inés y la alegría                      |                         | Almudena Grandes         | Espanha            |
| 2012 | Sangre en el ojo                       | Sangue no olho          | Lina Meruane             | Chile              |
| 2013 | La bomba de San José                   |                         | Ana García Bergua        | México             |
| 2014 | El cielo no existe                     |                         | Inés Fernández Moreno    | Argentina          |
| 2015 | El país del diablo                     |                         | Perla Suez               | Argentina          |
| 2016 | Yoro                                   |                         | Marina Perezagua         | Espanha            |
| 2017 | La dimensión desconocida               |                         | Nona Fernández           | Chile              |
| 2018 | El asesino tímido                      | O assassino tímido      | Clara Usón               | Espanha            |
| 2019 | La luz negra                           |                         | María Gainza             | Argentina          |
| 2020 | Las malas                              |                         | Camila Sosa Villada      | Argentina          |
| 2021 | Mugre Rosa                             | Gosma Rosa              | Fernanda Trías           | Uruguai            |
| 2022 | La isla Partida                        |                         | Daniela Tarazona         | México             |